# Chazz Palminteri
Chazz Palminteri, pseudonimo di Calogero Lorenzo Palminteri (New York, 15 maggio 1952), è un attore, regista, sceneggiatore e produttore cinematografico statunitense.

## Biografia
Proveniente da una famiglia di origini italiane (i nonni paterni, Calogero Palminteri e Rosa Bonfante, erano originari di Menfi, in provincia di Agrigento, sposatisi nel 1908 ed emigrati negli Stati Uniti nel 1910). Debutta come attore di teatro negli anni ottanta a New York, per poi trasferirsi a Los Angeles nel 1986 e lì apparire in diverse serie televisive come Dallas. Nel frattempo, lavora ad una pièce teatrale, A Bronx Tale, nella quale interpreta ben 35 personaggi; la commedia, rappresentata a Los Angeles, riscuote un grande successo, tanto che poi ne venne tratto il famoso film Bronx (1993), diretto e interpretato da Robert De Niro. Verrà riproposta il 1° Ottobre 2022 in un'unica serata alla Tower Hall di New York in occasione del 35° anniversario dal debutto.
Inizia la sua carriera cinematografica nel 1991 con Oscar - Un fidanzato per due figlie di John Landis, mentre nel 1992 interpreta il ruolo di un mafioso in Amore all'ultimo morso, inaugurando così una serie di film che lo vedranno impersonare spesso il ruolo stereotipato dell'italo-americano mafioso. Woody Allen lo dirige in Pallottole su Broadway (1994), mentre nel 1995 interpreta l'agente della dogana Kujan in I soliti sospetti, capolavoro di Bryan Singer, vincitore di due Oscar; lo stesso anno ha una parte di spicco in Jade, thriller con David Caruso.
Nel 1998 interpreta il ruolo di Giovanni Falcone nel film I giudici, girato a Palermo per la regia di Ricky Tognazzi, con Andy Luotto nella parte di Paolo Borsellino. Ultima pellicola di risalto è il divertente Terapia e pallottole (1999) con Robert De Niro e Billy Crystal. Il suo debutto come regista risale al 2002 con il film per la tv Women vs. Men (Donne contro Uomini), mentre nel 2004 esce il suo film Un amore sotto l'albero. Ha inoltre all'attivo molte produzioni teatrali di Broadway. Ottiene una candidatura all'Oscar al miglior attore non protagonista nel 1995 per la sua interpretazione in Pallottole su Broadway.

### Vita privata
Dal 1992 è sposato con la produttrice cinematografica Gianna Ranaudo Mele.

## Filmografia

### Attore

#### Cinema
- Home Free All, regia di Stewart Bird (1984)
- L'ultimo drago (The Last Dragon), regia di Michael Schultz (1985)
- Oscar - Un fidanzato per due figlie (Oscar), regia di John Landis (1991)
- Amore all'ultimo morso (Innocent Blood), regia di John Landis (1992)
- Caccia al tesoro (There Goes the Neighborhood), regia di Bill Phillips (1992)
- Bronx (A Bronx Tale), regia di Robert De Niro (1993)
- Pallottole su Broadway (Bullets Over Broadway), regia di Woody Allen (1994)
- I soliti sospetti (The Usual Suspects), regia di Bryan Singer (1995)
- La famiglia Perez (The Perez Family), regia di Mira Nair (1995)
- Conseguenze pericolose (The Last Word), regia di Tony Spiridakis (1995)
- Jade, regia di William Friedkin (1995)
- Diabolique, regia di Jeremiah S. Chechik (1996)
- Infedeli per sempre (Faithful), regia di Paul Mazursky (1996)
- Scomodi omicidi (Mulholland Falls), regia di Lee Tamahori (1996)
- La faccia violenta della legge (Scar City), regia di Ken Sanzel (1996)
- Bugie, baci, bambole & bastardi (Hurlyburly), regia di Anthony Drazan (1998)
- A Night at the Roxbury, regia di John Fortenberry (1998) - cameo non accreditato
- Terapia e pallottole (Analyze This), regia di Harold Ramis (1999)
- Ritorno dal paradiso (Down to Earth), regia di Chris Weitz e Paul Weitz (2001)
- One Eyed King - La tana del diavolo (One Eyed King), regia di Robert Moresco (2001)
- Poolhall Junkies, regia di Mars Callahan (2002)
- Just Like Mona, regia di Joe Pantoliano (2003)
- Un amore sotto l'albero (Noel), regia di Chazz Palminteri (2004)
- One Last Ride - L'ultima corsa (One Last Ride), regia di Tony Vitale (2005)
- Animal - Il criminale (Animal), regia di David J. Burke (2005)
- In the Mix - In mezzo ai guai (In the Mix), regia di Ron Underwood (2005)
- Guida per riconoscere i tuoi santi (A Guide to Recognizing Your Saints), regia di Dito Montiel (2006)
- Running (Running Scared), regia di Wayne Kramer (2006)
- Push, regia di Dave Rodriguez (2006)
- Quel nano infame (Little Man), regia di Keenen Ivory Wayans (2006)
- Body Armour - In difesa del nemico (Body Armour), regia di Gerry Lively (2007)
- The Dukes, regia di Robert Davi (2007)
- Yonkers Joe, regia di Robert Celestino (2008)
- Jolene, regia di Dan Ireland (2008)
- Once More with Feeling, regia di Jeff Lipsky (2009)
- Hollywood & Wine, regia di Matt Berman e Kevin P. Farley (2011)
- Mighty Fine - Una famiglia quasi perfetta (Mighty Fine), regia di Debbie Goodstein (2012)
- The Oogieloves in the Big Balloon Adventure, regia di Debbie Goodstein (2012)
- Final Recourse, regia di Barbara Stepansky (2013)
- Last I Heard, regia di Dave Rodriguez (2013)
- Legend, regia di Brian Helgeland (2015)
- Vault, regia di Tom DeNucci (2019)
- Clover, regia di Jon Abrahams (2020)

#### Televisione
- Hill Street giorno e notte (Hill Street Blues) - serie TV, 1 episodio (1986)
- Matlock - serie TV, 1 episodio (1987)
- Glory Years, regia di Arthur Allan Seidelman - film TV (1987)
- Dallas - serie TV, 1 episodio (1989)
- Valerie - serie TV, 1 episodio (1989)
- Peter Gunn, regia di Blake Edwards - film TV (1989)
- Oltre la legge - L'informatore (Wiseguy) - serie TV, 3 episodi (1989)
- Sydney - serie TV, 1 episodio (1990)
- I giudici (Excellent Cadavers), regia di Ricky Tognazzi – film TV (1999)
- Il boss dei boss (Boss of Bosses), regia di Dwight H. Little – film TV (2001)
- Dr. Vegas - serie TV, 1 episodio (2004)
- Kojak - serie TV, 5 episodi (2005)
- Drift, regia di Paul W.S. Anderson - film TV (2006)
- Modern Family - serie TV, 5 episodi (2010-2017)
- Rizzoli & Isles - serie TV, 6 episodi (2010-2014)
- Blue Bloods - serie TV, 2 episodi (2012-2013)
- Law & Order - Unità vittime speciali (Law & Order: Special Victims Unit) - serie TV, episodio 15x12 (2014)
- Godfather of Harlem - serie TV, 13 episodi (2019-2021)
- Law & Order: Organized Crime - serie TV, episodio 1x01 (2021)
- Gravesend - serie TV, 7 episodi (2021-2023)

### Doppiatore
- Dilbert - serie TV, 1 episodio (1999)
- Lilli e il vagabondo II - Il cucciolo ribelle (Lady and the Tramp II: Scamp's Adventure), regia di Darrell Rooney (2001)
- Stuart Little - Un topolino in gamba (Stuart Little), regia di Rob Minkoff (1999)
- Cappuccetto Rosso e gli insoliti sospetti (Hoodwinked!), regia di Cory Edwards (2006)
- Arthur e il popolo dei Minimei (Arthur et les Minimoys), regia di Luc Besson (2006)
- Mob of the Dead - videogioco (2013)
- Henry & Me, regia di Barrett Esposito (2014)
- Bubble Guppies - Un tuffo nel blu e impari di più (Bubble Guppies) - serie TV, episodio 6x25 (2023)

### Regista
- Oz - serie TV, episodio 3x04 (1997-2003)
- Women vs. Men - film TV (2002)
- Un amore sotto l'albero (Noel, 2004)

### Sceneggiatore
- Bronx, regia di Robert De Niro (1993)
- Infedeli per sempre (Faithful), regia di Paul Mazursky (1996)
- Dante and the Debutante (1996)

### Produttore
- Dante and the Debutante (1996)
- The Dukes, regia di Robert Davi (2007)
- Yonkers Joe, regia di Robert Celestino (2008) - produttore esecutivo

## Doppiatori italiani
Nelle versioni in italiano dei suoi film, Chazz Palminteri è stato doppiato da:
- Michele Gammino in Bronx, La famiglia Perez, Conseguenze pericolose, Infedeli per sempre, Scomodi omicidi, Quel nano infame, Law & Order - Unità vittime speciali
- Stefano De Sando in Pallottole su Broadway, I soliti sospetti, Bugie, baci, bambole & bastardi, Guida per riconoscere i tuoi santi, Godfather of Harlem, Law & Order: Organized Crime
- Carlo Valli in Jade, Animal - Il criminale, Blue Bloods
- Oreste Rizzini in Diabolique, Ritorno dal paradiso
- Paolo Buglioni ne Il boss dei boss, Legend
- Nicola Braile in Peter Gunn
- Claudio Fattoretto in Oscar - Un fidanzato per due figlie
- Massimo Rinaldi in Amore all'ultimo morso
- Massimo Corvo in Caccia al tesoro
- Pasquale Anselmo in A Night at the Roxbury
- Lucio Saccone in Terapia e pallottole
- Giancarlo Giannini ne I giudici
- Ennio Coltorti in Un amore sotto l'albero
- Gino La Monica in Kojak
- Angelo Nicotra in Running
- Raffaele Farina in In the Mix - In mezzo ai guai
- Roberto Draghetti in In difesa del nemico
- Rodolfo Bianchi in Modern Family
- Carlo Reali in Rizzoli & Isles
- Mario Cordova in Hollywood & Wine
- Teo Bellia in Mighty Fine - Una famiglia quasi perfetta

Da doppiatore è sostituito da:
- Nino Prester in Stuart Little - Un topolino in gamba
- Roberto Draghetti in Lilli e il vagabondo II - Il cucciolo ribelle
- Pasquale Anselmo in Cappuccetto Rosso e gli insoliti sospetti

## Riconoscimenti
- Premi Oscar
  - Premi Oscar 1995 – Candidatura all'Oscar al miglior attore non protagonista per Pallottole su Broadway